# Karl Heinrich Klingert
Karl Heinrich Klingert (ur. 16 stycznia 1760 w Praczach, zm. 7 marca 1828 we Wrocławiu) — niemiecki mechanik i wynalazca, twórca pierwszego funkcjonalnego aparatu nurkowego.

## Życiorys
Kształcił się w gimnazjum św. Marii Magdaleny, z którym pozostał związany przez całe życie. Był uczniem mechanika i matematyka Johanna Friedricha Täscha, który wykładał w gimnazjum i przyjął obiecującego ucznia do swego warsztatu. Po śmierci mistrza przejął warsztat i lekcje w gimnazjum. Podobnie jak on nosił tytuł królewskiego mechanika.
Interesował się termodynamiką, mechaniką płynów, zastosowaniem fizyki w chemii, produkcją energii galwanicznej i zastosowaniami hydrauliki. Skonstruował m.in. termometr i kompas dla osób niewidomych, zapalniczkę na sprężone powietrze, maszynę elektrostatyczną, łódź podwodną, lampę do prac pod wodą, protezę ramienia. 
Skonstruował ze skóry i miedzi pierwszy funkcjonalny skafander nurkowy kilkadziesiąt lat przed aparatem Augusta Siebe oraz Augusta Denayrouze i Benoît Rouquayrola. 24 czerwca 1797 roku przeprowadził udaną próbę zanurzenia w skafandrze swej konstrukcji w Opatowicach. W trakcie prób nurek na głębokości ponad trzech metrów przepiłował pod wodą pień drzewa. W czasie pracy mógł komunikować się ze zgromadzonymi na brzegu, wynurzyć po odrzuceniu balastu i ponownie zanurzyć po doczepieniu nowego. Najdłuższy pobyt pod wodą trwał 13 minut. Relację z wydarzenia wydrukował „Schlesische Provinzialblätter”. Rok później jego wynalazki – skafander i lampa podwodna – zostały przedstawione komisji królewskiej, która uznała skafander za zbyt skomplikowany. 

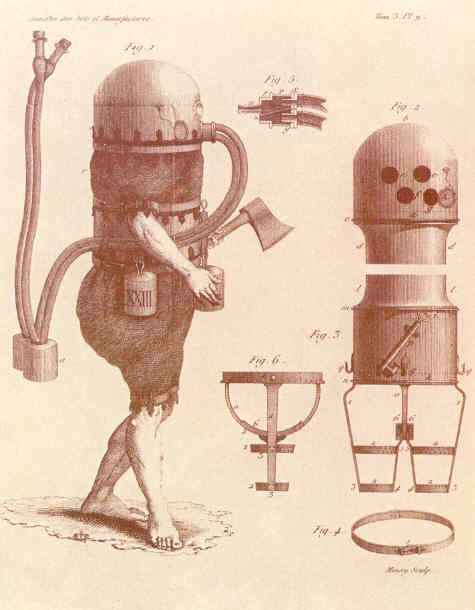
Rysunek aparatu nurkowego Klingerta z 1797
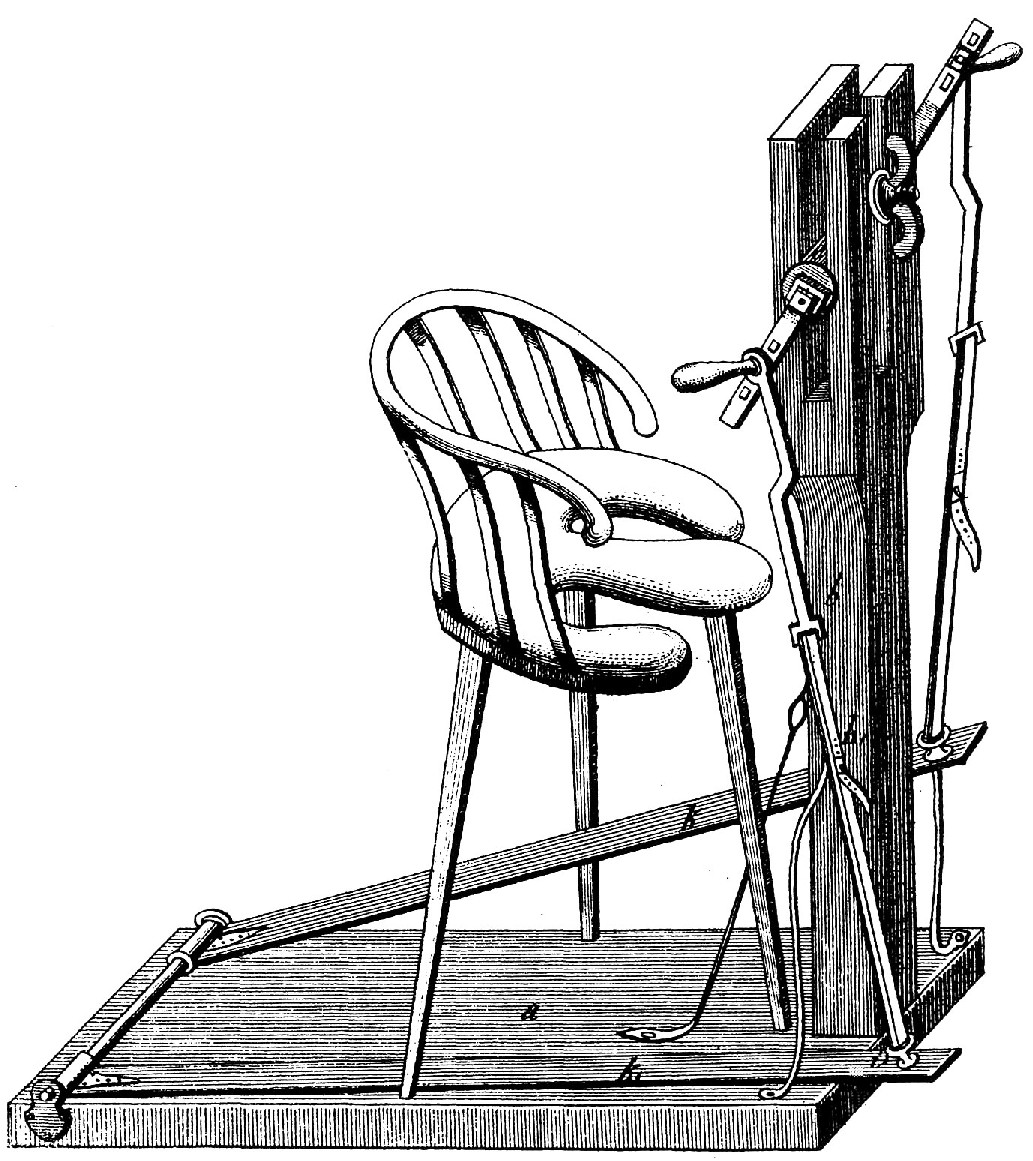
Rysunek przyrządu gimnastycznego dla niepełnosprawnych z 1810

W 1803 roku został uznany honorowym akademikiem Akademii Leopoldyńskiej, dla której obserwatorium – założonego przez jego przyjaciela Longina Antona Jungnitza. – konstruował i budował wiele instrumentów. Był jednym z pierwszych członków Śląskiego Towarzystwa Kultury Ojczyźnianej (niem. Schlesische Gesellschaft für vaterländische Kultur). 
Jego warsztat i dom od 1798 roku mieściły się na ulicy Oławskiej 42.

## Wyróżnienia
- 1798: członek honorowy „Leipziger Ökonomischen Sozietät”[16]
- 1803: honorowy akademik Akademii Leopoldyńskiej w uznaniu zasług w wyposażaniu obserwatorium astronomicznego uczelni[14]

## Upamiętnienie
Na 220 rocznicę publicznych prób skafandra Klingerta w Opatowicach warszawskie „Muzeum Nurkowania” przeprowadziło pokaz zanurzenia w Odrze jego funkcjonalnej repliki zbudowanej wg opisu z epoki. Repliki jego skafandra nurkowego można oglądać we wrocławskim Hydropolis oraz w oceanarium w porcie Nagoya w Japonii.

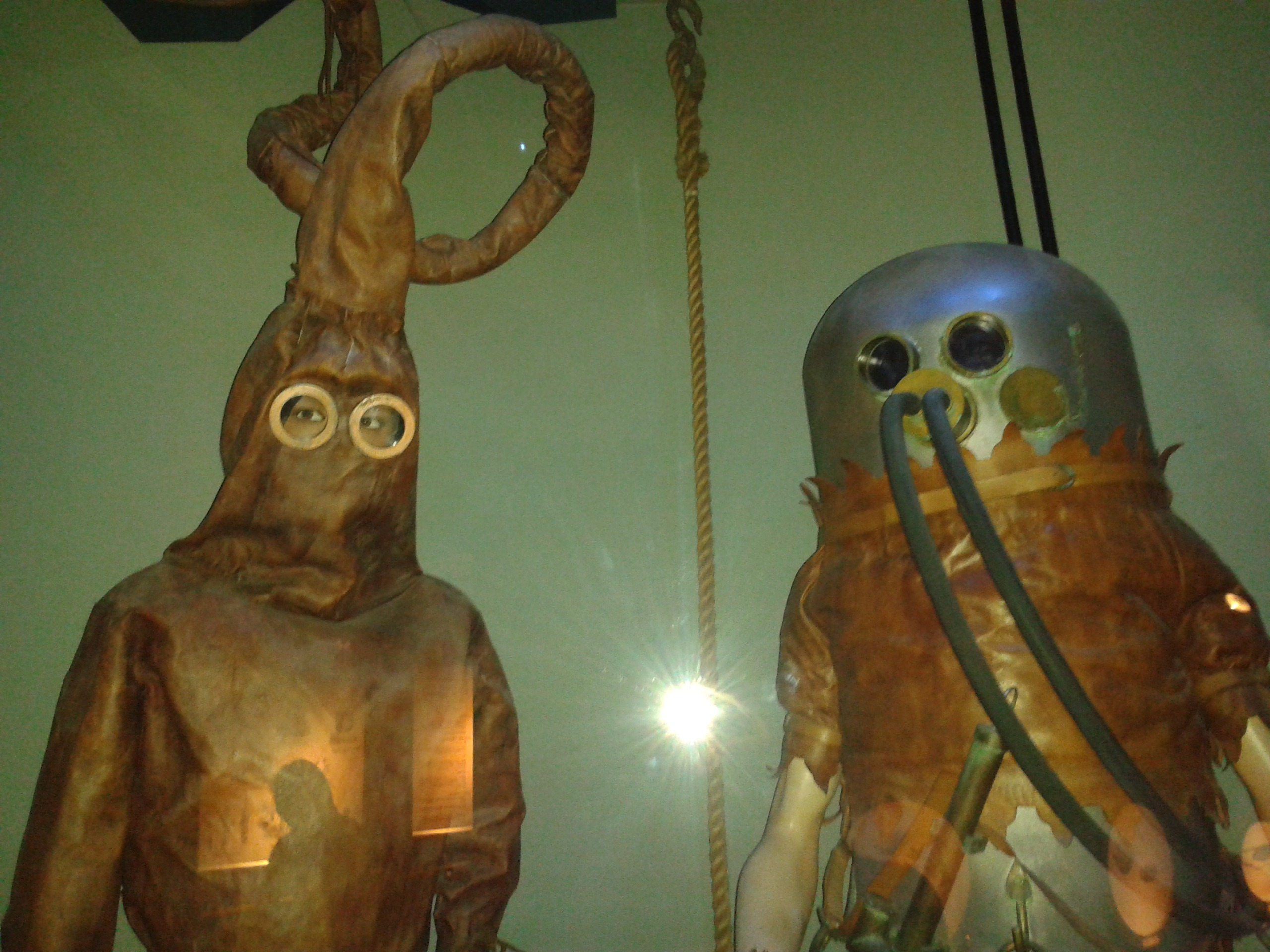
Reprodukcje skafandrów Diego Ufano (1613) oraz Klingerta (1797) wystawione w oceanarium w Nagoyi

## Publikacje
- K.H. Klingert: Beschreibung einer in allen Flüssen brauchbaren Tauchermaschine. Wrocław: 1797. Brak numerów stron w książce
- K.H. Klingert: Nachtrag zur Geschichte und Beschreibung einer Tauchermaschine nebst der Erklärung einer Laterne oder Lampe, die in jeder verdorbenen Luft und im Wasser brennt. Wrocław: 1822. Brak numerów stron w książce
- K.H. Klingert: Kurzer Nachtrag zu der Geschichte und Beschreibung einer Tauchermaschine nebst der Erklärung einer Laterne oder Lampe, die in jeder verdorbenen Luft und im Wasser brennt. Wrocław: 1822. Brak numerów stron w książce
- K.H. Klingert: Anzeige eines neu erfundenen Werkzeuges zum Einstreichen der Zähne in Zahnstangen und Cylinder-Röhren zum Gebrauch für mathematische Instrumente. Wrocław: 1826. Brak numerów stron w książce